# لوحة جيني (فلم)
لوحة جيني (بالإنجليزية: Portrait of Jennie) هو فيلم رومانسي درامي أمريكي من إنتاج ديفيد أوه سيلزنيك وإخراج وليام ديتيرلي سنة 1948، وبطولة كل من جوزيف كوتين وجنيفر جونز.
قصة الفيلم مقتبسة من رواية بالاسم نفسه لروبرت ناثان صدرت سنة 1940.

## القصة
(أبين آدمز) فنان موهوب، يكافح من أجل فنه خلال فترة الكساد التي اجتاحت الولايات المتحدة الأمريكية، وهو يعيش في مرسمه في نيويورك، ولم يكن قادرا على العثور على من يلهمه رسم اللوحات. أخيرا يجيء من يشتري إحدى لوحاته، وهي فتاة شابة جميلة واسمها (جيني أبليتون)، وسرعان ما تصبح صداقة كبيرة بينهما تتحول إلى حب، وتصبح (جيني) ملهمة الفنان المكافح ليبدع أجمل لوحاته.

## روابط خارجية
- لوحة جيني على موقع IMDb (الإنجليزية)
- لوحة جيني على موقع الموسوعة البريطانية (الإنجليزية)
- لوحة جيني على موقع روتن توميتوز (الإنجليزية)
- لوحة جيني على موقع نتفليكس (الإنجليزية)
- لوحة جيني على موقع قاعدة بيانات الأفلام العربية
- لوحة جيني على موقع ألو سيني (الفرنسية)
- لوحة جيني على موقع Turner Classic Movies (الإنجليزية)
- لوحة جيني على موقع أول موفي (الإنجليزية)
- لوحة جيني على موقع فيلمافينيتي (الإسبانية)
- لوحة جيني على موقع قاعدة بيانات الأفلام السويدية (السويدية)